# Соколовский, Олег Викторович
Олег Викторович Соколовский (1916 — 1949) — лётчик-испытатель, капитан. Знаменит тем что впервые в СССР превысил скорость звука.

## Биография
Авиацией увлёкся в херсонской авиашколе ОСОАВИАХИМа. В 1940 окончил Борисоглебскую школу военных лётчиков и остался в ней лётчиком-инструктором. Проживал в городе Копейск Челябинской области, однако в армию направлен военкоматом Пушкинского района Московской области. Участник Великой Отечественной войны. Командир звена 165 иап 286 иад. С 28 сентября по 19 октября 1941 года на Центральном фронте. С 20 октября 1943 года на Белорусском фронте. с 1944 командует авиаотрядом Руставской военно-авиационной школы лётчиков. С 1945 командует звеном Высшей офицерской авиационной школы воздушного боя ВВС РККА (Люберцы). С 1947 становится заместителем командира эскадрильи Высших офицерских лётно-тактических курсов ВВС РККА.
С 1948 на лётно-испытательной работе в ОКБ С. А. Лавочкина. Провёл заводские испытания реактивного истребителя Ла-176. 26 декабря 1948 года в лётно-испытательном центре в Саки впервые в СССР превышает скорость звука — на снижении (при пологом пикировании) от 10000 до 6000 метров достигает на высоте 7000 метров скорости 1105,00 км/час, что соответствует М = 1,021.
Погиб 3 февраля 1949 года при испытании самолёта. На взлете у его машины вытянуло фонарь (по другим данным — на большой высоте неожиданно сработали замки аварийного сброса остекления фонаря кабины). Крышка фонаря открылась и пилот погиб, а машина разбилась.

### Звания
- младший лейтенант;
- лейтенант;
- капитан.

### Награды
Награждён орденом Боевого Красного Знамени (2 декабря 1943) и медалями.